# Gladys Yelvington

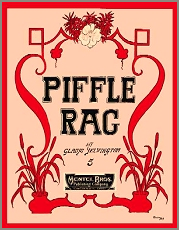
"Piffle Rag" de Gladys Yelvington de 1911

Gladys Yelvington Parsons (29 de noviembre de 1891 - 11 de febrero de 1957) fue una compositora de ragtime y amiga de May Aufderheide y Julia Lee Niebergall. Parsons nació en Elwood, Indiana. Compuso y actuó como pianista de cine mudo. Es conocida por "Piffle Rag", su única composición publicada. Su carrera musical profesional terminó después de su matrimonio con Leo Parsons, que regentaba una tabaquería.